# París-Tours 2003
La París-Tours 2003 fue la 97.ª edición de la clásica París-Tours. Se disputó el 5 de octubre de 2003 y el vencedor final fue el alemán Erik Zabel del equipo Team Deutsche Telekom.
Fue la novena carrera de la Copa del Mundo de ciclismo de 2003.

## Clasificación general
| Ciclista | Equipo              | Tiempo                 |            |
| -------- | ------------------- | ---------------------- | ---------- |
| 1        | Erik Zabel          | Team Telekom           | 5h 24' 55" |
| 2        | Alessandro Petacchi | Fassa Bortolo          | m. t.      |
| 3        | Stuart O'Grady      | Crédit Agricole        | m. t.      |
| 4        | Baden Cooke         | Fdjeux.com             | m. t.      |
| 5        | Franck Renier       | Brioches La Boulangère | m. t.      |
| 6        | Julian Dean         | Team CSC               | m. t.      |
| 7        | Stefano Zanini      | Saeco                  | m. t.      |
| 8        | Luca Paolini        | Quick Step-Davitamon   | m. t.      |
| 9        | Frío Rodríguez      | Vini Caldirola         | m. t.      |
| 10       | Peter Van Petegem   | Lotto-Domo             | m. t.      |